# Arimnesto di Platea
Arimnesto (in greco antico: Ἀρίμνηστος?, Arímnēstos; Platea, VI secolo a.C. – dopo il 479 a.C.) è stato un militare greco antico.

## Biografia
Arimnesto è nominato come comandante dei contingenti di Platea nella battaglia di Maratona e in quella di Platea; a questo proposito Pausania il Periegeta afferma che i Plateesi gli dedicarono una statua nel tempio che costruirono ad Atena Areia, "bellicosa", colla loro parte del bottino conquistato a Maratona.
Il fatto che Arimnesto sia stato il comandante dei Plateesi in entrambe le battaglie, a distanza di un decennio, rivela il notevole peso che aveva il suo parere nelle decisioni politiche della sua città.
Non si sa inoltre se si tratti anche dell'uccisore di Mardonio, chiamato "Arimnesto" da Plutarco ma "Aeimnesto" da Erodoto.

## Arimnesto nella cultura di massa
- Arimnesto è protagonista e narratore nelle serie Long War di Christian Cameron.[8]